# Parilyrgis concolor
Parilyrgis concolor är en fjärilsart som beskrevs av Bethune-Baker 1908. Parilyrgis concolor ingår i släktet Parilyrgis och familjen nattflyn. Inga underarter finns listade i Catalogue of Life.